# Miksa császár kivégzése (Manet-kép)
A Miksa császár kivégzése című képet Édouard Manet festette, ma a mannheimi szépművészeti múzeum gyűjteményének része.

## Keletkezése
Franciaországot sokkolta a hír, hogy 1867. június 19-én kivégezték I. Miksa mexikói császárt, akit III. Napóleon francia császár juttatott a trónra, majd kihátrált mögüle, és magára hagyta. Manet elkötelezett köztársaságpárti volt, és arra törekedett, hogy a nagy történeti festők modorában, saját modern látásmódjával örökítsen meg egy kortárs eseményt. A kép egyértelmű inspirálója Francisco José de Goya y Lucientes 1814-ben készült kivégzési jelenete, az 1808. május 3. Édouard Manet a sortüzet leadó katonákat, utalva III. Napóleon politikájára, francia egyenruhában ábrázolta, míg Miksa sombrerót visel a festményen. Az olajfestékkel vászonra festett mű 1867–1868-ban keletkezett.